# Tinak
Tinak ist ein Motu im Nordosten des Arno-Atolls der pazifischen Inselrepublik Marshallinseln.

## Geographie
Tinak liegt am Südwestrand der Arno East Lagoon und schließt diese Lagune nach Süden und nach Westen ab. Sie gehört zum traditionellen Gebiet Rearlab-Lab (Baranailïngïn – Malel). Die Insel schließt fast unmittelbar an die Insel Aneraen im Nordosten an. Sie hat Zugang zum Tinak airfield (TIC) dort. Ein weiterer Ort auf der Insel heißt Rakaru. Nach Südwesten erstreckt sich der Riffsaum weiter und es schließt sich fast unmittelbar die Insel Kilange an.